# Julien Sicard
Pour les articles homonymes, voir Sicard.
Julien Sicard, né le 22 septembre 1970 est un cinéaste français qui a exercé diverses fonctions : ingénieur du son, monteur, producteur, producteur délégué, réalisateur.

## Biographie
Après un baccalauréat passé en 1987, Julien Sicard entre directement dans le monde du cinéma en travaillant pour diverses sociétés de production cinématographiques et audiovisuelles. 
En 1993 il crée la société Films à Faire. De 1996 à 2007 il codirige l’association Les Engraineurs, ateliers d’écriture audiovisuelle en Seine-Saint-Denis.
Depuis 2002 il dirige la société de production Nexus Films. Depuis 2007 il est président de l’association Musik à Venir, pratiques musicales urbaines (Pantin).

## Filmographie
depuis 1997 :
- 1997 : Babiole, court-métrage de Bruno Daniault (ingénieur du son)
- 1999 : Mabrouk Again ! court-métrage de Hany Tamba (ingénieur du son)
- 1999 : Néba, court-métrage d’Éric Reiffsteck[3] (ingénieur du son)
- 2002 : L'Homme torche, court-métrage de Ron Dyens (ingénieur du son)
- 2003 : L'Escalier, court-métrage de Frédéric Mermoud (ingénieur du son)
- 2005 : Majorettes, court-métrage de Lola Doillon (ingénieur du son)
- 2006 : Des terres minées, court-métrage, (producteur délégué, monteur, réalisateur)
- 2007 : Un petit jardin, c'est tout court-métrage, de Béatrice Champanier (producteur délégué)[4]
- 2008 : C'est dimanche ! court-métrage de Samir Guesmi (ingénieur du son)
- 2009 : Le Scooter à deux vitesses, court métrage (réalisateur)
- 2010 : Khouya (Mon frère) court-métrage de Yanis Koussim (ingénieur du son)
- 2010 : Histoires de vies : Des intégrations ordinaires, téléfilm (réalisateur)
- 2012 : Profession journaliste

## Prix et récompenses
- Prix de la mise en scène au festival de Dunkerque 1995
- Grand Prix du festival de Digne-les-Bains 1998. Prime à la qualité CNC